# Lago di Elmore
Il lago di Elmore (Lake Elmore in inglese) è un lago situato nei pressi della cittadina di Elmore nel Vermont negli Stati Uniti. Le acque del lago fluiscono poi nel fiume Lamoille tramite il ruscello Elmore, emissario settentrionale del lago.